# Indianola (Iowa)
Indianola és una població dels Estats Units a l'estat d'Iowa. Segons el cens del 2000 tenia 12.998 habitants.

## Demografia
Segons el cens del 2000, Indianola tenia 12.998 habitants, 4.748 habitatges, i 3.261 famílies. La densitat de població era de 546,1 habitants/km².
Dels 4.748 habitatges en un 34,2% hi vivien nens de menys de 18 anys, en un 55,2% hi vivien parelles casades, en un 10,2% dones solteres, i en un 31,3% no eren unitats familiars. En el 26,5% dels habitatges hi vivien persones soles el 12,3% de les quals corresponia a persones de 65 anys o més que vivien soles. El nombre mitjà de persones vivint en cada habitatge era de 2,44 i el nombre mitjà de persones que vivien en cada família era de 2,94.
Per edats la població es repartia de la següent manera: un 23,8% tenia menys de 18 anys, un 15,8% entre 18 i 24, un 25,3% entre 25 i 44, un 19,8% de 45 a 60 i un 15,4% 65 anys o més.
L'edat mediana era de 34 anys. Per cada 100 dones de 18 o més anys hi havia 85,9 homes.
La renda mediana per habitatge era de 43.725 $ i la renda mediana per família de 52.238 $. Els homes tenien una renda mediana de 36.945 $ mentre que les dones 24.401 $. La renda per capita de la població era de 19.574 $. Entorn del 5,6% de les famílies i el 7,2% de la població estaven per davall del llindar de pobresa.

## Poblacions més properes
El següent diagrama mostra les poblacions més properes.